# الكنيسة السريانية الكاثوليكية
الكنيسة السريانية الكاثوليكية، (بالسريانية: ܣܘܪܝܝܐ عيتو سُريَيتو قَثوليقَيتو)، هي كنيسة كاثوليكية شرقية مستقلة مرتبطة بشركة كاملة مع الكنيسة الكاثوليكية في روما بفرعها الشرقي، أي أنه مسموح للسريان الكاثوليك بالاحتفاظ بعاداتهم وطقوسهم الكنسية حتى لو كانت تخالف أحياناً التقليد الكاثوليكي الغربي.
لا يزال بعض أتباع هذه الكنيسة يتكلمون اللغة السريانية ويسكنون في شرق سوريا وفي شمال العراق لكن غالبية أتباعها حالياً يتحدثون اللغة العربية. المركز الرئيسي للكنيسة هو أنطاكية في تركيا ولكن لم يقم أي من بطاركة هذه الكنيسة هنالك، فمنذ تأسيس هذه الكنيسة تنقل بطاركتها بين عدة مدن في سوريا ولبنان. حالياً يقع المقر البطريركي للسريان الكاثوليك في بيروت. ويحمل بطريرك الكنيسة اسم إغناطيوس كاسم أول ثم اسمه الشخصي.

## التاريخ
في القرن الثالث عشر كانت بداية المحاولات من قبل الكنيسة الكاثوليكية لإعادة الوحدة بينها وبين الكنيسة السريانية الأرثوذكسية، وفي عام 1626م بدء المرسلين الكبوشيين واليسوعيين عملهم بجذب السريان الأرثوذكس لاعتناق الكثلكة وذلك بدعم من القنصل الفرنسي في حلب.
وعلى هذا دخل العديد من السريان الأرثوذكس في شركة إيمانية مع روما، وفي عام 1662 م عندما توفي بطريرك السريان الأرثوذكس إغناطيوس يوسف الثاني قمشيح (1659-1662). قامت الجماعة الكاثوليكية باختيار بطريركها الخاص فاختاروا أندراوس أخيجان المارديني الأرمني الأصل كبطريرك لهم، ومنه تبدأ سلسلة بطاركة السريان الكاثوليك.
خلال القرن الثامن عشر عانى السريان الكاثوليك من اضهادات عنيفة أثارها عليهم العثمانيون الذين لم يكونوا يعترفون إلا بالسريان الأرثوذكس كسريان مسيحيين حقيقيين، هذا تسبب بشغور منصب البطريرك في هذه الكنيسة بعد أن أجبر بطريركهم مار إغناطيوس ميخائيل جروة على الفرار واللجوء إلى لبنان عام 1782 م.
وانتهت تلك المعاناة عندما اعترفت السلطات العثمانية بالكنيسة السريانية الكاثوليكية ككنيسة مسيحية كغيرها من كنائس السلطنة وذلك عام 1829 م، بعد هذا بثلاثة أعوام تمركز الكرسي البطريركي في مدينة حلب عام 1831 م، ولكن البطريرك تعرض لمخاطر مختلفة هناك من قبل السكان المسيحيين فاضطر لنقل المقر البطريركي إلى مدينة ماردين في تركيا وذلك عام 1850م.
يزعم أن خلال الحرب العالمية الأولى تعرض السريان الكاثوليك لمذابح على يد القوات التركية والميليشيات الكردية وذلك في منطقة طور عبدين وجنوب تركيا بشكل عام، حيث راح ضحيتها من أتباع الكنيسة السريانية الكاثوليكية قرابة الـ 75,000 شخص بحسب مصادر السريان الكاثوليك.[بحاجة لمصدر]

## حاضر الكنيسة السريانية الكاثوليكية
الكنيسة السريانية الكاثوليكية هي واحدة من الكنائس الشرقية التي تتبع كرسي روما وهذه الكنائس هي الكنيسة المارونية الكاثوليكية والكنيسة الكلدانية الكاثوليكية وكنيسة الروم الكاثوليك وكنيسة الأقباط الكاثوليك وكنيسة اللاتين في القدس.
بطريركهم الحالي هو مار إغناطيوس يوسف الثالث يونان الذي انتخب لهذا المنصب في عام 2009 م، ويتوزع أتباع هذه الكنيسة ودول الشرق الأوسط وفي بلاد المهجر ويبلغ تعدادهم 195,765 نسمة، ويقع ثقل هذه الكنيسة الصغيرة في الشرق في كل من لبنان والعراق وسوريا، هذه الكنيسة هي عضو في مجلس الكنائس العالمي ومجلس كنائس الشرق الأوسط وتلعب دوراً إيجابياً في تعزيز العلاقات بين المسيحيين والمسلمين.

## أبرشيات الكنيسة السريانية الكاثوليكية

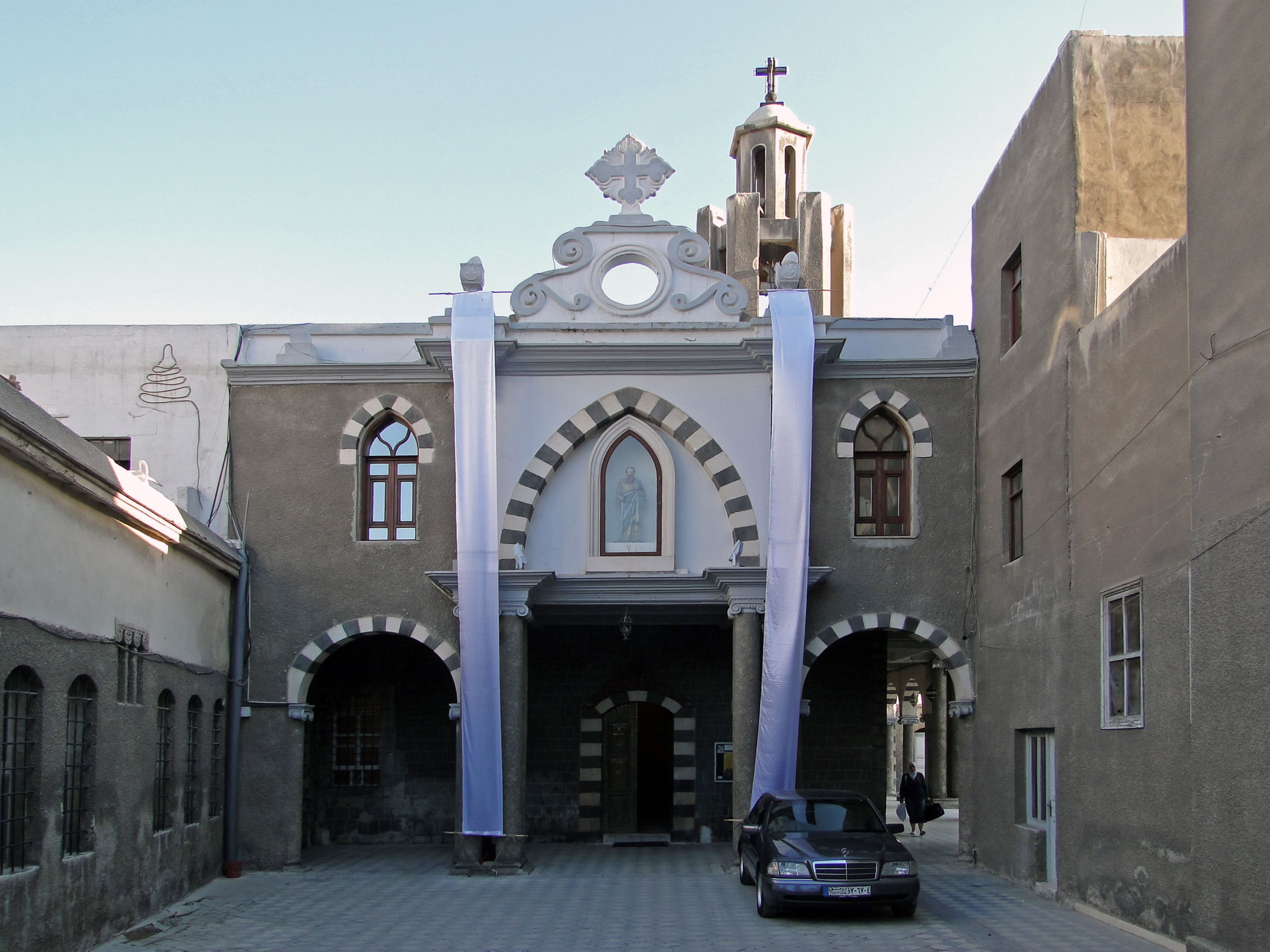
كنيسة السريان الكاثوليك في دمشق- سوريا.

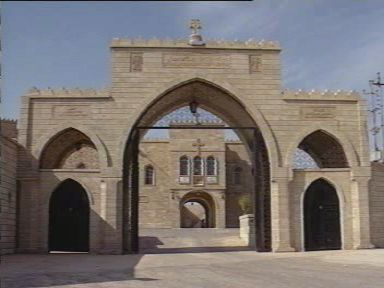
دير مار بهنام اسس في اواخر المئة الرابعة للميلاد في محافظة نينوى في العراق حاليا. وهو الآن من أملاك كنيسة السريان الكاثوليك

عدد الأبرشيات التابعة للكنيسة السريانية الكاثوليكية هو 14 أبرشية موزعة على 11 دولة وهي كالتالي:
1. أبرشية أنطاكية البطريركية في لبنان.
2. مطرانية دمشق في سوريا. المطران يوحنا جهاد بطاح
3. مطرانية حمص في سوريا. المطران يوليان يعقوب مراد
4. مطرانية حلب في سوريا. المطران أنطوان شهدا
5. مطرانية الحسكة ونصيبين في سوريا وتركيا. المطران جوزيف شمعي
6. مطرانية بغداد في العراق. المطران أفرام يوسف عبا
7. مطرانية الموصل في العراق. المطران يونان حنو
8. أبرشية بيروت في لبنان. المطران مار متياس شارل مراد
9. أبرشية القاهرة في مصر. المطران إيلي وردة
10. أبرشية سيدة النجاة في نيوآرك، نيوجيرسي، الولايات المتحدة الأميركية. المطران برنابا  يوسف حبش
11. الأكسرخوسية الرسولية في كندا. المطران بولس انطوان ناصيف
12. الأكسرخوسية الرسولية في فنزويلا. الأكسرخوس الرسولي تيموثاوس حكمت بيلوني
13. الأكسرخوسية البطريركية في القدس. المطران كميل انطوان أفرام سمعان
14. المعتمدية البطريركية في السودان وجنوب السودان.

## قائمة ببطاركة السريان الكاثوليك المتحدين بروما
- إغناطيوس اخيجان (1662-1677)
- إغناطيوس بطرس السادس (1677-1702)
- بقي المنصب شاغرا ما بين 1702 م و1782 م
- إغناطيوس ديونيسيوس ميخائيل جروة (1782-1800)
- شاغر حتى عام 1802 م
- إغناطيوس ميخائيل الثاني ظاهر (1802-1810)
- إغناطيوس شمعون الثاني زورا (1811-1818)
- شاغر حتى عام 1820 م
- إغناطيوس بطرس السابع جروة (1820-1851)
- شاغر حتى عام 1853 م
- إغناطيوس انطونيوس الأول (1853-1864)
- شاغر حتى عام 1866 م
- إغناطيوس فيليبس الأول اركوس (1866-1874)
- إغناطيوس جرجس شلحت (1874-1891)
- شاغر حتى عام 1893 م
- إغناطيوس بهنام الثاني بـِنّي (1893-1897)
- إغناطيوس ديونيسيوس افريم الثاني رحماني (1898-1929)
- إغناطيوس جبرائيل الأول تبوني (1929-1968) - بطريرك و‌كاردينال
- إغناطيوس أنطونيوس الثاني حايك (1968-1998)
- إغناطيوس موسى الأول داود (1998-2001)
- إغناطيوس بطرس الثامن عبد الأحد (2001-2008)
- إغناطيوس يوسف الثالث يونان (2009- وما زال)

## أعلام وشخصيات
- فيليب دي طرازي

## مواقع ذات صلة
- الكنيسة السريانية الكاثوليكية
- نادي الشبيبة السريانية الكاثوليكية